# Episodi di Painkiller Jane
La prima stagione della serie TV Painkiller Jane è andata in onda negli Stati Uniti d'America dal 13 aprile al 21 settembre 2007 su Sci Fi Channe. In Italia è andata in onda dal 18 gennaio al 28 marzo 2008 su AXN.
Di seguito l'elenco degli episodi della prima stagione.
| nº | Titolo originale                    | Titolo italiano | Prima TV USA | Prima TV Italia |
| -- | ----------------------------------- | --------------- | ------------ | --------------- |
| 1  | Pilot                               |                 |              |                 |
| 2  | Toy soldiers                        |                 |              |                 |
| 3  | Piece of mind                       |                 |              |                 |
| 4  | Catch me if you can                 |                 |              |                 |
| 5  | Nothing to fear but fear itself     |                 |              |                 |
| 6  | Breakdown                           |                 |              |                 |
| 7  | Higher court                        |                 |              |                 |
| 8  | Friendly fire                       |                 |              |                 |
| 9  | Trial by fire                       |                 |              |                 |
| 10 | Portraits of Lauren Gray            |                 |              |                 |
| 11 | Ghost in the Machine                |                 |              |                 |
| 12 | Something nasty in the neighborhood |                 |              |                 |
| 13 | The league                          |                 |              |                 |
| 14 | The amazing Howie                   |                 |              |                 |
| 15 | The healer                          |                 |              |                 |
| 16 | Thanks for the memories             |                 |              |                 |
| 17 | Playback                            |                 |              |                 |
| 18 | Jane 113                            |                 |              |                 |
| 19 | What lies beneath                   |                 |              |                 |
| 20 | The beast of Bolnar                 |                 |              |                 |
| 21 | Reflections                         |                 |              |                 |
| 22 | Endgame                             |                 |              |                 |